# Stomatoporina incurvata
Stomatoporina incurvata is een mosdiertjessoort uit de familie van de Stomatoporidae. De wetenschappelijke naam van de soort is, als Alecto incurvata, voor het eerst geldig gepubliceerd in 1859 door Hincks.